# Louis Adolf Gölsdorf
Louis Adolf Gölsdorf (ur. 16 lutego 1837 w Plaue, zm. 28 listopada 1911 w Wiedniu) – austriacki inżynier, konstruktor lokomotyw. 

## Życiorys
Louis Adolf Gölsdorf urodził się 16 lutego 1837 w Plaue w rodzinie Carla Adolfa Gölsdorfa (1797–1859) dyrektora przędzalni w Plaue. Ojciec Karla Gölsdorfa – inżyniera i konstruktora lokomotyw oraz Rudolfa Gölsdorfa – zastępcy dyrektora generalnego kolei austriackich. 
Po zdobyciu zawodu ślusarza, Louis Adolf Gölsdorf studiował w szkołach technicznych w Dreźnie i Chemnitz. W latach 1857–1860 pracował na kolei niemieckiej a od końca 1860 roku w wiedeńskiej fabryce lokomotyw Lokomotivfabrik der StEG prowadzonej przez brytyjskiego inżyniera Johna Haswella (1812–1897) i cieszącej się wielkim uznaniem ówczesnych elit technicznych. Od 1861 roku do przejścia na emeryturę w 1908 roku pracował dla austriackich Południowych Kolei, gdzie w 1885 roku objął kierownictwo działu maszyn, zajmującego się głównie projektowaniem lokomotyw. Zwiększony ruch kolejowy wymagał na południowych trasach górskich coraz lepszych rozwiązań. Gölsdorf zaprojektował kilka modeli lokomotyw, które były stosowane później w wielu krajach Europy. 
Gölsdorf zmarł 28 listopada 1911 w Wiedniu.

## Publikacje
Wybór za Neue Deutsche Biographie:
- Notizen über einige Stephensonsche Bauarten von Lokomotivrädern und Details der Zylinderrahmen und Rohrkastenverbindungen, w Die Lokomotive 9, 1912, zeszyt 3, s. 64–67